# Chuông tàu

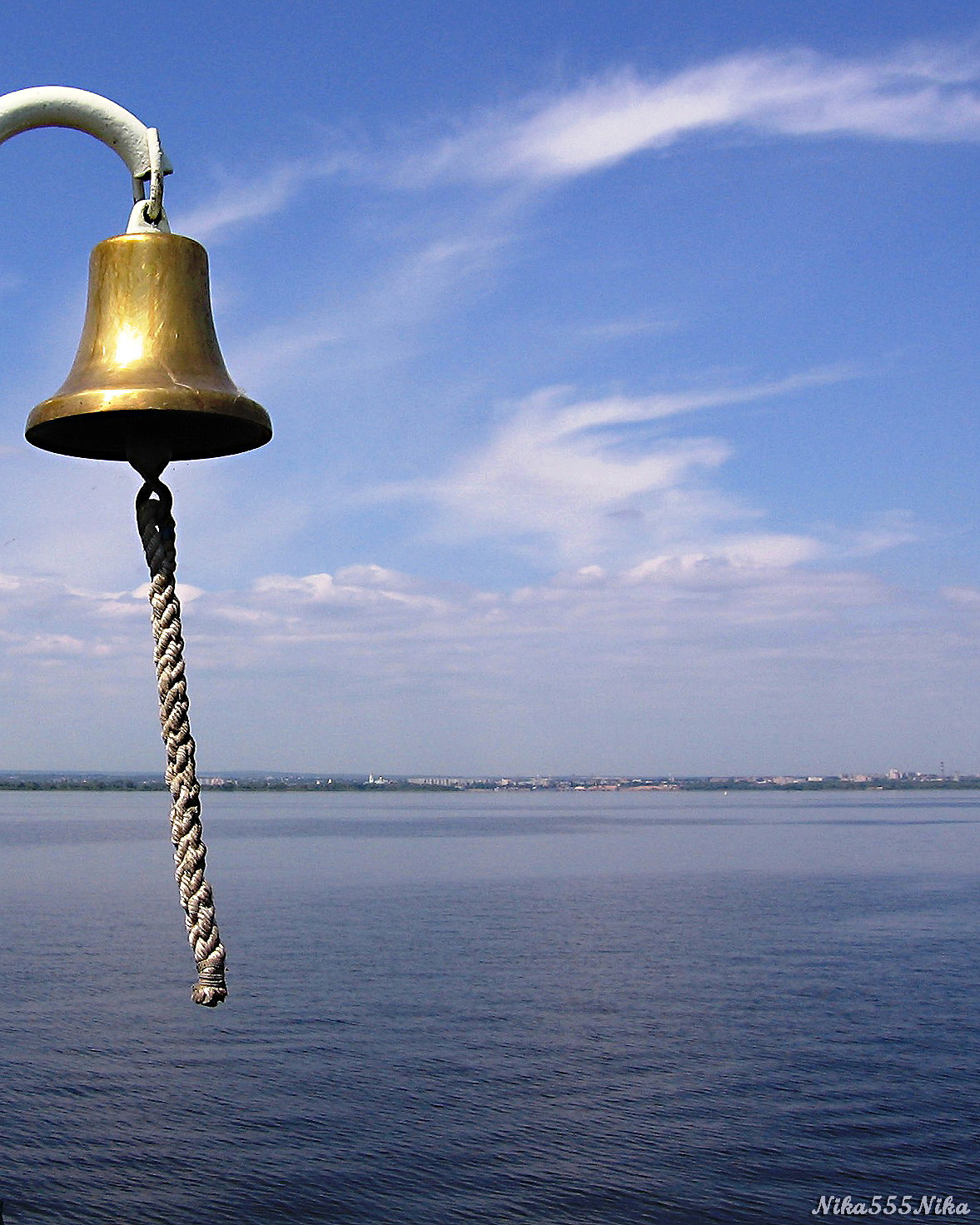

Chuông tàu là một loại chuông gắn trên tàu thủy và thường dùng để ra hiệu xung quanh trong điều kiện sương mù hoặc báo hiệu cho thủy thủ trên tàu.
Việc gõ chuông tàu được dùng để chỉ giờ trên tàu và do đó để điều chỉnh nhiệm vụ trực của các thủy thủ. Không giống như chuông đồng hồ dân sự, việc gõ chuông không theo số giờ. Thay vào đó, có tám tám lượt đánh chuông, một cho mỗi một nửa tiếng đồng hồ của ca trực 4 tiếng. Trong thời đại tàu buồm, các ca trực được định giờ bằng một chiếc đồng hồ cát 30 phút. Chuông sẽ được đánh lượng cát trong đồng hồ đã được chuyển, và trong một mô hình các cặp để đếm dễ dàng hơn, với bất kỳ lượt chuông lẻ vào cuối của chuỗi.